# Dragutin Cioti
Dragutin Cioti (Susak, Croacia, 19 de octubre de 1905-ibídem, 17 de marzo de 1974) fue un gimnasta artístico yugoslavo, medallista de bronce olímpico en Ámsterdam 1928 en el concurso por equipos.

## Carrera deportiva

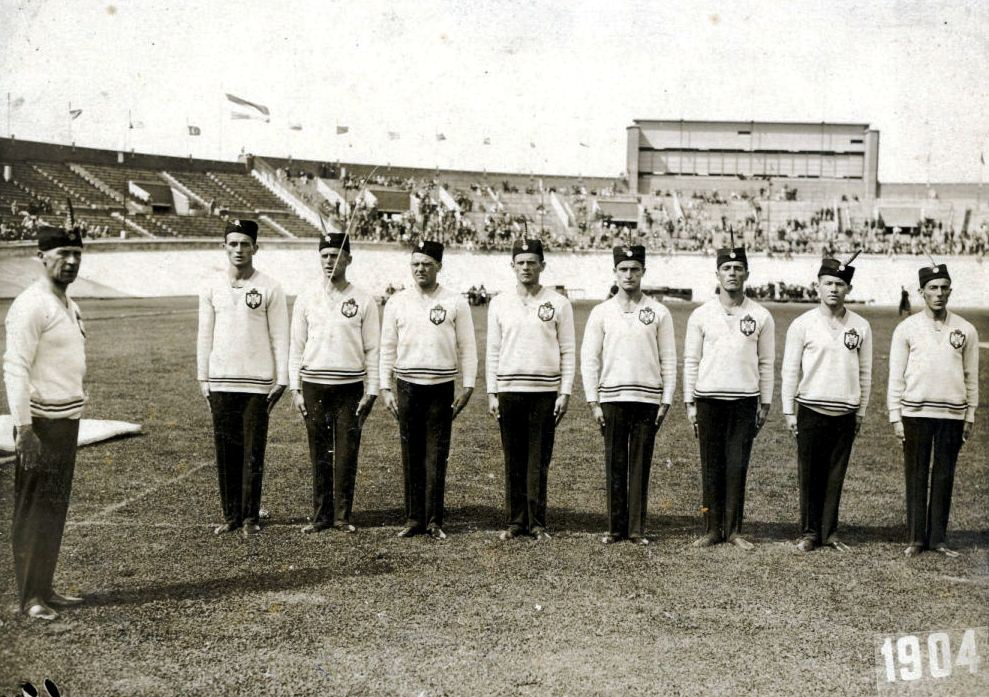
Equipo yugoslavo en Ámsterdam 1928; Antonijevic es el segundo por la izq.

En las Olimpiadas celebradas en Ámsterdam en 1928 gana medalla de bronce en el concurso por equipos, tras los suizos y los checoslovacos, siendo sus compañeros de equipo: Eduard Antonijevič, Stane Derganc, Boris Gregorka, Anton Malej, Ivan Porenta, Josip Primožič y Leon Štukelj.